# Archeologisch museum Bargoin

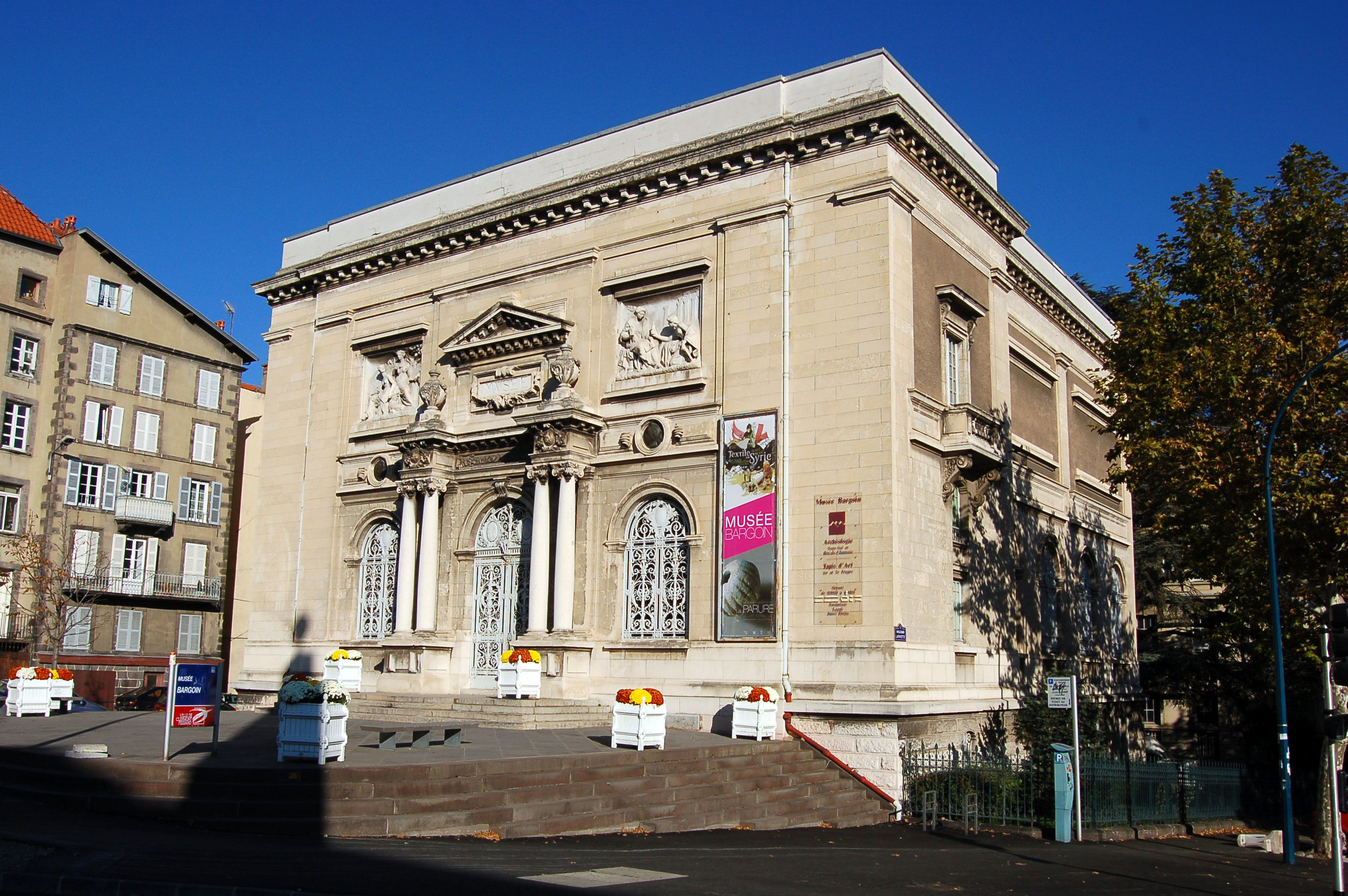
Archeologisch museum Bargoin

Het archeologisch museum Jean-Baptiste-Bargoin is gevestigd in Clermont-Ferrand vlak bij het stadspark Jardin Lecoq.
Hoewel men in de 19e eeuw aan een museum voor beeldende kunst dacht, worden er sinds de opening in 1903 talloze archeologische ontdekkingen tentoongesteld.
Nadat er in het verloop van de 20e eeuw steeds meer kunst naar het Musée d'Art Roger-Quilliot werd verhuisd, kwam er steeds meer plaats voor archeologische vondsten.
Waar de hoger gelegen etages bestaan uit textielkunst, is de begane grond altijd al toegelegd op de archeologische ontdekkingen. Daarnaast bestaat de kelder uit een uitzonderlijke collectie Gallo-Romeinse ex voto's van de zogenaamde Source des Roches.